# Anwaltsgericht
Das Anwaltsgericht (bis 1994 Ehrengericht) ist ein Berufsgericht, das über die Ahndung der Verletzung berufsrechtlicher Pflichten durch Rechtsanwälte in Deutschland entscheidet.

## Das Anwaltsgericht
Rechtsgrundlage für die Bildung der Anwaltsgerichte sind die §§ 92 bis 99 Bundesrechtsanwaltsordnung (BRAO).
Die Gerichte sind ausschließlich mit Rechtsanwälten als ehrenamtliche Richter besetzt. Die Aufgabe des "Anklägers" bei diesen Gerichten wird von der Staatsanwaltschaft des zuständigen Oberlandesgerichtes (auch Generalstaatsanwaltschaft genannt) erfüllt.
Das Verfahren vor den Anwaltsgerichten ist in §§ 113 bis 161 a BRAO geregelt. 
Angesiedelt sind die Anwaltsgerichte bei den jeweiligen Rechtsanwaltskammern. Die Zuständigkeit dieser Gerichte stimmt mit der örtlichen Zuständigkeit der Anwaltskammern überein. Im Gebiet einer Anwaltskammer kann das Anwaltsgericht mehrere Kammern bilden (§ 92 Abs. 2 BRAO), so gibt es beispielsweise bei der Rechtsanwaltskammer Düsseldorf zwei Anwaltsgerichtskammern, die jeweils für einen bestimmten Teil des Gebietes der Rechtsanwaltskammer zuständig sind.
Nach § 114 BRAO können folgende Maßnahmen vom Anwaltsgericht verhängt werden:
1. Warnung
2. Verweis
3. Geldbuße bis zu fünfundzwanzigtausend Euro
4. Verbot, auf bestimmten Rechtsgebieten als Vertreter und Beistand für die Dauer von einem Jahr bis zu fünf Jahren tätig zu werden
5. Ausschließung aus der Rechtsanwaltschaft.

Die Maßnahmen des Anwaltsgerichts sind unter Umständen sehr weitgehend. Das Vertretungsverbot und die Ausschließung aus der Rechtsanwaltsschaft ist ein so weitgehender Eingriff in die Existenz eines Rechtsanwalts, dass diese  Berufsverbotsmaßnahmen nur in besonders engen Grenzen durchgeführt werden können.
Durch Maßnahmen des Anwaltsgerichts werden nicht die Maßnahmen ordentlicher Gerichte ersetzt. Gegebenenfalls wird ein Anwalt sowohl von einem ordentlichen Gericht straf- oder zivilrechtlich belangt als auch von einem Anwaltsgericht in berufsrechtlicher Hinsicht. 
Die Anwaltsgerichtsbarkeit ist wie folgt aufgebaut:
1. Anwaltsgerichte: Zuständig für den Bezirk der jeweiligen Rechtsanwaltskammer (Rechtsgrundlage: §§ 92 – 99 BRAO)
2. Anwaltsgerichtshof: (Rechtsgrundlage: §§ 100 – 105 BRAO) Zuständig für den jeweiligen Bezirk des Oberlandesgerichtes. Wegen der möglichen Zuständigkeitskonzentration gibt es derzeit pro Bundesland nur einen Anwaltsgerichtshof.
3. Senat für Anwaltssachen des Bundesgerichtshofes (Rechtsgrundlage: §§ 106 – 112 BRAO)

## Geschichte
Im Königreich Hannover wurden mit dem Gesetz, die Einrichtung von Anwaltskammern betreffend vom 8. November 1850 an jedem Obergericht eine Anwaltskammer geschaffen. Diese diente erstmals auch als Disziplinarrath, also als Anwaltsgericht. Mit der Rechtsanwaltsordnung von 1878 erfolgte die Einrichtung von Ehrengerichten bei den Anwaltskammern in ganz Deutschland.